# 海滨大戟
海滨大戟（学名：Euphorbia atoto）为大戟科大戟属的植物。分布于太平洋、日本、印度、台湾岛、泰国、印度尼西亚、斯里兰卡、澳大利亚以及中国大陆的广东、海南等地，多生长在海岸沙地，目前尚未由人工引种栽培。

## 别名
滨大戟（台湾植物志）